# 삽량주

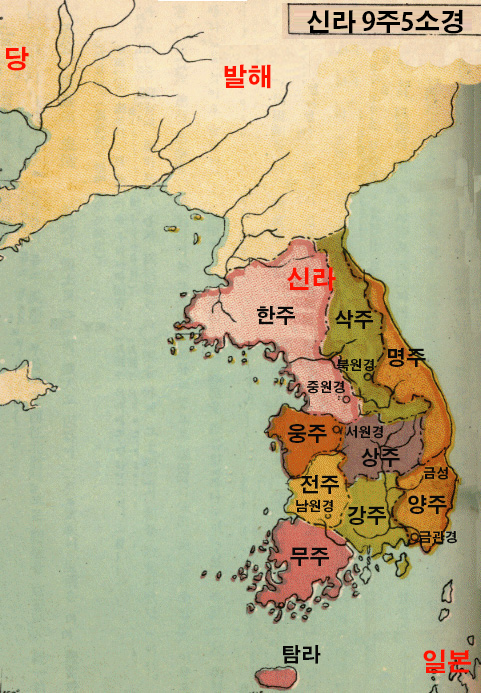
남북국 시대 신라의 9주 5소경

삽량주(歃良州) 또는 양주(良州)는 신라의 광역 행정구역인 9주 5소경의 한 주(州)이다. 주치(州治)는 지금의 양산시이고 1개 소경, 12개 군 34개 현이 소속되어 있으며 직접 관할하는 현은 1개이다. 영역은 지금의 경상북도 남동부 일대 및 경상남도 동부이다.

## 연혁
삽량주지역은 주치가 있는 지금의 양산시를 중심으로 신라의 수도권인 경주일대와 가락국이 있던 김해,창원지역으로 나뉜다.

### 삽량주 이전
열국시대에 북쪽에는 신라가, 남쪽에는 가락국이 자리잡았다. 신라는 진한제국(諸國)의 맹주로써 현재의 경북 일대의 패권을 장악하고 있었고 가락국은 현재의 경남의 변한 지역을 가야연맹 밑에서 결집하여 다스리는 한편으로 동아시아 해상무역의 주도권을 잡고 번영하고 있었다. 신라는 거칠산국 등의 현재의 부산 지역을 장악하고, 마두성을 세웠는데(87년), 그 뒤부터 현재의 양산 등의 낙동강 유역과 남해안을 둘러싸고 두 나라는 항쟁을 벌여왔고 여기에 가야의 부용 세력인 일본까지 끼어들어 경남 해안지역을 포함해 동해와 남해는 세 나라의 치열한 전장이 되었었다. 215년에는 포상팔국으로 불리는 반 가락국연합군이 신라의 주요무역항인 갈벌을 해군으로 공격했고 유례 이사금 때에 신라군은 왜구를 정벌하러 일본을 침공하기까지 했다.400년에 백제의 충동질로 가야연합군이 일본의 소국연합군까지 끌여들여 신라를 대거 침공했다가 고구려의 후원을 등에 입은 신라의 역습으로 궤멸적인 타격을 입고 패망하여 주도권이 신라에 완전히 넘어가고 말았고 5세기 초입에 신라군은 이사부장군을 앞세워 가락국과 탁순국 등 가야 동부 지역을 점령하고 559년에는 남가야의 중심지인 안라국에 아시촌 소경을 설치하여 가야연맹을 합병함으로써 영남지역의 패원을 확립해 삼한통합의 기초를 닦았다.

### 삽량주
삽량주의 치소 일대는 원래 신라의 삽량촌 또는 삽라군(歃羅郡)이었다. 신라는 파사왕 8년인 서기 87년에 삽라군 물금지역에 마두성을 축조하여 대(對)가야항쟁의 교두부로 삼았고 두나라 사이의 주전장이 되기도 했다. 665년(문무왕 5년)에 상주(上州)와 하주(下州)의 땅 가운데 일부를 분할하여 삽량주를 설치하였다고 한다. 757년(경덕왕 16년)에 전국의 행정구역 명칭을 중국식으로 고치면서 삽량주도 양주로 개칭되었다.  혜공왕 때 행정구역 명칭을 원래 명칭으로 되돌렸다고 한다. 고려 때는 양주(梁州)로 개칭하였고 조선시대에 양산(梁山)으로 개칭해서 지금에 이른다.
삽량주관내의 신라군은 수도인 경주일대를 제외하고 현풍군에 삼량화정(參良火停)과 적청•적백의 만보당이 주류했다. 경덕왕대에 경주 주변 2군에 육기정이 설치되어 수도수비가 강화되었다.
《삼국사기》 〈지리지〉에는 경덕왕이 중국식으로 고친 명칭을 기준으로 기록되어 있다.

### 서라벌 대수도권(徐羅伐 大首都圈)
삼한이 통일하고 당나라의 침략까지 방어한 이후 신라는 전성기를 맞이했고 이에 신라의 수도인 서라벌을 중심으로 삽량주 북부지역은 신라의 수도권으로 번영을 구가했다. 신라의 수도인 서라벌-지금의 경주시는 17만 8936호라 하여 대략적인 인구가 최소 90만, 최대 120만으로 추산되어 당나라의 수도인 장안, 사라센 제국의 바그다드와 함께 당대 세계 3대도시로 기록되었다. 그 넓이도 1,360방, 55리에 달하고 서라벌의 시가지영역은 인근의 상성군과 대성군까지 뻗쳤다. 서라벌의 시내에는 정결히 포장된 도로와 상하수도시설을 갖춘 네모꼴의 정연한 도시구획을 바탕으로 35금입택(金入宅), 4절유택(四節遊宅)으로 대표되는 화려한 시가지가 형성되어 있었다.
이와 같은 번영은 삼한의 통일로 넓어진 내수시장을 기반으로 활발해진 해상무역과 이를 뒷받침한 상공업의 발전이 있었다. 서라벌의 남쪽 경비를 담당한 임관군 산하 2현이 있는 울산지역은 서라벌의 해상관문이자 주요 무역항으로 번창해 당나라와 일본뿐만 아니라 사라센의 상선까지 입항하고 있었고 외국의 사신단과 상인들이 울산을 거쳐 서라벌을 출입했다.

### 삽량주에서 경상도로
신라말이 되자 삽량주 지역도 지역호족에 의한 지방자치가 이루어졌고 신라 중앙정부의 영향력은 수도권 지역으로 대폭 축소되었다.가락국이 있던 김해소경지역은 가야왕실의 후손인 김인광과 알천의 후손인 소충자, 김율희 형제가 정권을 교체해가며 진례성(進禮城)을 중심으로 김해와 창원, 함안일대까지 지배했다. 이 "신 가락국"은 나중에 금관가야로 알려졌고 선종 중심의 불교에 대한 대대적인 후원으로 선종의 중심지가 되어갔다. 바로 신라 서라벌의 해상관문이었던 울산지역은 박윤웅이 갈벌의 학성(鶴城)을 중심으로 울산지역의 두군-임관군과 동안군지역을 아울러서 지배권하에 놓고 있었고 가뜩이나 위축되었던 신라는 대외외교및 통상통로까지 상실하여 완전히 숨통이 막히고 말았다. 
한편 신라의 중핵이었던 삽량주지역을 놓고 후삼국시대의 양대강국-고려와 후백제의 각축이 날로 심화되어갔다. 920년 대야성을 함락한 견훤의 백제군은 곧바로 금관가야까지 밀고 쳐들어왔고 여기서 고려군과 백제군이 일대격돌한데 이어 927년 결국 견훤이 직접 대군을 이끌고 경주를 기습공격해 포석사에서 신라의 인녕을 간절히 기원하며 제사를 지내고 있었던 경애왕을 참살한 뒤 왕건의 고려군을 대구 공산에서 격파함으로써 일시 전세를 자신에 유리하게 두는 데는 성공했지만 백제군이 경주에서 저지른 과도한 폭력으로 민심의 이반을 초래해 근본적으로 삼한을 자신의 것으로 만드는데 실패했고 결국 안동에서의 대전쟁을 시작으로 몰락의 길을 걷기 시작했다. 
신라황실과 고려, 백제 삼국에 대해 삽량주지역의 호족 대부분은 백제에 대해서는 대개 적대적인 태도를 유지했지만 신라와 고려에 대해서는 엇갈린 태도를 보이며 시시각각 변해갔고 이것이 추후 각 지방의 운명을 결정했다. 금관가야의 김율희는 휘하 호족들의 내분 속에 친 신라적인 태도를 취해 그 자신의 몰락을 자초했고 김해지역도 고려시대에 한동안 소경(小京)에서 부(府), 심지어 현으로까지 굴러떨어졌다가 나중에 간신히 금관주(金官州)라는 지위까지 회복했다. 반면에 박윤웅은 그 자신이 신라황실의 후손임에도 친 고려적인 태도를 취해 나중에 신라왕국이 고려에 완전히 흡수합병될 때 결정적인 기여를 하기까지 했고 그 공으로 그가 지배했던 울산지역의 두 군은 흥례부(興禮府)를 거쳐 울주(蔚州)라는 거대광역행정구역으로 성장했다. 신라는 경애왕의 참살사건으로 경정적으로 궤멸적인 타격을 받아 국가유지조차 힘들어졌고 점차 강성해가는 고려의 압력을 견디지 못하고 결국 백제가 망하기 1년전에 경순왕이 고려에 투항하는 것으로 1000년의 역사를 마감하고 멸망하고 말았다. 고려초기에 경주는 동경(東京)이라는 이름으로 고려 3경의 하나가 되었고 995년고려 성종 14년에 전국을 10도(道)로 나누면서 동경과 금관주 중심의 영동도를 거쳐  1106년 고려 예종 원년, 영남·영동·산남 등의 3도를 합하여 경상진주도(慶尙晉州道)로 만듬으로서 경상도가 되었다.

## 소속 군현
삽량주에는 1개 소경, 12개 군 34개 현이 소속되어 있으며 수도를 방위하는 6개 정(停)도 함께 소속되어 있다.
| 군의 이름      | 원래 군명                                                  | 현재 지명                | 소속 현                                                                                       | 원래 현명                                                                                             | 현재 지명                                                                           |
| -------------- | ---------------------------------------------------------- | ------------------------ | --------------------------------------------------------------------------------------------- | --- | ----------------------------------------------------------------------------------- |
| 양주(良州)     | 삽량주(歃良州)                                             | 경상남도 양산시          | 헌양현(巘陽縣)                                                                                | 거지화현(居知火縣)                                                                                    | 울산광역시 울주군 언양읍                                                            |
| 김해경(金海京) | 금관국(金官國, 금관가야) 금관군(金官郡) 금관소경(金官小京) | 경상남도 김해시          | -                                                                                             | - | -                                                                                   |
| 의안군(義安郡) | 굴자군(屈自郡)                                             | 경상남도 창원시          | 칠제현(漆隄縣) 합포현(合浦縣) 웅신현(熊神縣)                                                  | 칠토현(漆吐縣) 골포현(骨浦縣) 웅지현(熊只縣)                                                          | 함안군 칠원읍 창원시 마산합포구 창원시 진해구 성내동                                |
| 밀성군(密城郡) | 추화군(推火郡)                                             | 경상남도 밀양시          | 상약현(尙藥縣) 밀진현(密津縣) 오구산현(烏丘山縣) 형산현(荊山縣) 소산현(蘇山縣)                | 서화현(西火縣) 추포현(推浦縣) 오야산현(烏也山縣) 경산현(驚山縣) 솔이산현(率已山縣)                    | 창녕군 영산면 밀양시 삼랑진읍 청도군 청도읍 청도군 화양읍 청도군 매전면             |
| 화왕군(火王郡) | 비자화군(比自火郡)                                         | 경상남도 창녕군          | 현효현(玄驍縣)                                                                                | 추량화현(推良火縣)                                                                                    | 달성군 현풍읍                                                                       |
| 수창군(壽昌郡) | 위화군(喟火郡)                                             | 대구광역시 수성구        | 대구현(大丘縣) 팔리현(八里縣) 하빈현(河濱縣) 화원현(花園縣)                                   | 달구화현(達句火縣) 팔거리현(八居里縣) 다사지현(多斯只縣) 설화현(舌火縣)                               | 대구광역시 중구 대구광역시 북구 달성군 하빈면 달성군 화원읍                         |
| 장산군(獐山郡) | 압량소국(押梁小國)                                         | 경상북도 경산시          | 해안현(解顔縣) 여량현(餘粮縣) 자인현(慈仁縣)                                                  | 치성화현(雉省火縣) 마진량현(麻珍良縣) 노사화현(奴斯火縣)                                              | 대구광역시 동구 경산시 진량면 경산시 자인면                                         |
| 임고군(臨皐郡) | 절야화군(切也火郡)                                         | 경상북도 영천시          | 장진현(長鎭縣) 임천현(臨川縣) 도동현(道同縣) 신녕현(新寧縣) 맹백현(黽白縣)                    | - 골화소국(骨火小國) 도동화현(刀冬火縣) 사정화현(史丁火縣) 매열차현(買熱次縣)                         | 포항시 죽장면 영천시 완산동 영천시 도동 영천시 화산면 영천시 화북면                 |
| 동래군(東萊郡) | 거칠산군(居柒山郡)                                         | 부산광역시 동래구        | 동평현(東平縣) 기장현(機張縣)                                                                 | 대증현(大甑縣) 갑화량곡현(甲火良谷縣)                                                                 | 부산광역시 부산진구 기장군 기장읍                                                   |
| 동안군(東安郡) | 생서량군(生西良郡)                                         | 울산광역시 울주군 서생면 | 우풍현(虞風縣)                                                                                | 우화현(于火縣)                                                                                        | 울산광역시 울주군 웅촌면                                                            |
| 임관군(臨關郡) | 모화군(毛火郡)                                             | 경상북도 경주시 외동읍   | 동진현(東津縣) 하곡현(河曲縣)                                                                 | 율포현(栗浦縣) 굴아화촌(屈阿火村)                                                                     | 울산광역시 북구 강동동 울산광역시 울주군 범서읍                                     |
| 의창군(義昌郡) | 퇴화군(退火郡)                                             | 경상북도 포항시 흥해읍   | 안강현(安康縣) 기립현(鬐立縣) 신광현(神光縣) 임정현(臨汀縣) 기계현(杞溪縣) 음즙화현(音汁火縣) | 비화현(比火縣) 지답현(只沓縣) 동잉음현(東仍音縣) 근오지현(斤烏支縣) 모혜현(芼兮縣) 음즙벌국(音汁伐國) | 경주시 안강읍 포항시 장기면 포항시 신광면 포항시 연일읍 포항시 기계면 경주시 안강읍 |
| 대성군(大城郡) | 구도성(仇刀城)                                             | 경상북도 청도군          | 약장현(約章縣) 동기정(東畿停)                                                                 | 악지현(惡支縣) 모지정(毛只停)                                                                         | 경주시 양북면 경주시 동방동                                                         |
| 상성군(商城郡) | 서형산군(西兄山郡)                                         | 경상북도 경주시 서악동   | 남기정(南畿停) 중기정(中畿停) 서기정(西畿停) 북기정(北畿停) 막야정(莫耶停)                    | 도품혜정(道品兮停) 근내정(根乃停) 두량미지정(豆良彌知停) 우곡정(雨谷停) 관아량지정(官阿良支停)        | 경주시 남산동 경주시 건천읍 청도군 각남면 신당리 경주시 현곡면 경주시 천북면        |

## 같이 보기
- 신라의 행정 구역